# دمیتری خلستوف
دمیتری خلستوف (روسی: Дмитрий Алексеевич Хлестов؛ زادهٔ ۲۱ ژانویهٔ ۱۹۷۱) بازیکن فوتبال اهل روسیه بود.
وی همچنین برندهٔ جوایزی همچون نشان دوستی شده‌است.
از باشگاه‌هایی که در آن بازی کرده‌است می‌توان به باشگاه فوتبال سوکول ساراتوف، باشگاه فوتبال مسکو، باشگاه فوتبال اسپارتاک مسکو، باشگاه فوتبال بشیکتاش، و باشگاه فوتبال آرسنال تولا اشاره کرد.
وی همچنین در تیم‌های ملی فوتبال کشورهای مشترک‌المنافع و روسیه بازی کرده‌است.